# Сучавська кампанія Тимоша Хмельницького (1653)
Суча́вська кампа́нія Тимо́ша Хмельни́цького 1653 року — воєнні дії на території Молдови і Волощини козацько-молдовського війська воєводи Василя Лупула і наказного гетьмана Тимоша Хмельницького проти претендента на молдовський престол Георгія Штефана та волоських військ господаря Матея Басараба, підтриманого семигородськими, польськими та сербськими найманцями. Козацько-молдовське військо зазнало поразки, сам Тиміш загинув, що поставило хрест на спробах Богдана Хмельницького включити Молдову до сфери впливу Війська Запорізького, а також не лише на спробі Лупу посісти престол Волощини, але й на його владі у Молдові.

## Похід на Молдову 1650 року
Василь Лупул, правитель князівства, підтримував дружні зв'язки з Богданом Хмельницьким з жовтня 1648 р., але при цьому також передавав інформацію про стан Війська Запорізького до Варшави, а також позичав королівському уряду гроші для найму жовнірів. Нагодою тісніше прив'язати Молдову до української політики став літній похід 1650 р. калги-султана Крим-Гірея на молдовські землі нібито для покарання за напади молдовських загонів на татар.
На початку 1650 року кримський хан Іслям III Ґерай зажадав від Хмельницького, як плату за допомогу татарського війська проти походу короля Яна II Казимира у попередньому році (що закінчився битвою під Зборовом та укладенням Зборовського трактату), взяти участь у запланованому поході на Московську державу. Оскільки Москва завжди розцінювалася Богданом як важливий майбутній союзник, а участь у московському поході надовго б перекреслила можливість військової допомоги з боку Москви, Богдан Хмельницький вирішив перенаправити хана на інший напрямок. Було згадано про молдовські напади на татарські загони, що поверталися з Речі Посполитої у 1648 році. При цьому сам Хмельницький у стосунках із Молдовою та Москвою підкреслював, що як союзник хана він був зобов'язаний до участі в цій експедиції.
Переправившись разом з татарами через Дністер, гетьман у вересні 1650 р. зненацька зайняв Ясси, а далі в ультимативній формі зажадав укладення союзу, зарукою чого мусив стати шлюб воєводиної доньки Розанди з сином Хмельницького Тимошем. Прив'язуючи Молдову до України, цей шлюб водночас вводив би козацького ватажка до кола легітимних володарів, протегованих Портою.

## Шлюб Тимоша Хмельниченка
Наприкінці липня 1652 р. 70-тисячний козацький загін Тимоша вирушив у весільний похід; вінчання відбулося в Яссах, а на початку вересня гетьманич з молодою дружиною повернувся на батьківщину.

## Заколот Ґеорґіци
Посвоячення з Лупу не принесло Хмельницькому очікуваних вигод. На початку 1653 р. князь Трансільванії Дєрдь II, незважаючи на пропозиції Хмельницького про союз та підтримку претензій на польський трон, вирішив розпочати воєнні дії проти Васіле Лупу, намагаючись заручитися підтримкою Речі Посполитої. Князь досяг домовленості про спільні дії з господарем Волощини Матвієм Басарабом, який допомагав молдовському логофетові Ґеорґіці готувати черговий династичний переворот.
У квітні 1653 р. в Молдові спалахнув заколот Ґеорґіци, якого підтримали Трансільванія та Волощина. Василь Лупул втік до Хотина, а потім до Кам'янця, просячи негайної допомоги в гетьмана й польського короля.

## Прорахунки Хмельницького
Б. Хмельницький вирішив відгукнутися на заклик свата, що стало його суттєвим політичним прорахунком. Він втрутився у внутрішні справи васально залежної від Порти держави, маючи підтримку султанського уряду (який згодився на перехід обох Дунайських князівств під вплив Хмельницького); але поява українських військ у Молдові на боці Васіле Лупу означала ворожі дії проти Валахії й Трансільванії, що відразу ж робило їхніх володарів союзниками Речі Посполитої у боротьбі з Україною. Другою небезпечною помилкою стало призначення головнокомандувачем козацького корпусу хороброго, але запального й недосвідченого у військових справах і політичних інтригах сина Тимоша замість талановитого полководця Івана Богуна.

## Початкові успіхи козацького війська
18 квітня 1653 року запорозьке військо під проводом Тимоша пішло виручати гетьманського свата. Привертає увагу його титулювання у листі до Василя Лупула «Тимош Хмельницький Гетьман Війська Запорозького», в якому відсутнє означення «наказний», яким по суті він був. До козаків на Брацлавщині приєдналося бл. 2 тис. опришків під проводом Грицька (Герцерка). Форсувавши Дністер у районі Ямполя, військо попрямувало до Ясс. 1 травня завдало поразки семиградсько-волоському війську й зайняло столицю Молдови. Повернувшись до влади, Василь Лупул вирішив скористатися присутністю українських полків для захоплення Волощини. З цією метою підбив честолюбного й легковірного Тимоша на продовження походу.
Козацькі полковники прагнули переконати воєначальника не робити цього необачного кроку, адже Богдан Хмельницький не давав вказівки воювати з Валахією чи Трансильванією. Проте, відчувши смак влади, Тиміш, підбурюваний тестем, дав волю почуттям: вихопив шаблю й поранив Івана Богуна (за іншими джерелами — генерального осавула Дем'яна Лисовця).

## Похід на Волощину
9 травня українсько-молдовське військо за наказом честолюбного гетьманича вирушило в дорогу й перейшло кордон Волощини, викликавши опір з'єднаних трансільвансько-волоських сил.
22 травня українсько-молдовське військо розгромило 9000 волоської кінноти на чолі з великим спатаром Діку Буєску під Фокшанами, але в бою 26 травня біля річки Тележина волохи дали тверду відсіч, в бою загинуло два козацьких сотника. 27 травня дійшло до зустрічі головних сил супротивних армій біля села Финта на річці Яловиця, неподалік столиці Валахії Торговище. Тут козацько-молдовське військо зазнало катастрофічної поразки й було практично знищене.
Тимошеві й Лупу, а також більшості козацької старшини вдалося втекти, і скоро на допомогу підійшли підкріплення з України. Але на боці Волощини тепер відкрито виступила Річ Посполита. Козацькі війська продовжували переслідувати невдачі.
Поразка під Финтою мала прямий ефект на події в Україні. Коли відомості про неї дійшли до козацького війська у поході на Кам'янець, вони послужили приводом до масового виступу вояків проти політики гетьмана Богдана Хмельницького, який відбувся, очевидно, 20 червня 1653 року у таборі під Городком. Вістка про тяжку поразку стала останньою краплею за обставин гострої нестачі продовольства й фуражу, наростання невдоволення серед вояків грабежами татар та загрози вибуху епідемії моровиці. Зібравшись у величезний натовп, козаки вирушили до ставки. Зі свого боку, Хмельницький, дізнавшись про заколот, поспішив до обозу. В дорозі й відбулася зустріч. Оточивши гетьманську карету, «козаки з нечемністю великою» стали докоряти йому за довготривалість війни, спустошення міст, за голод, від якого помирають їхні дружини и діти, воєнно-політичнии союз із ханом, котрий «весь Крим заповнив нами», потурання синові тощо. Хмельницькому вдалося заспокоїти козаків, але він був змушений заявити, що похід завершився, тож військо повернеться до Білої Церкви, де й «станемо очікувати ляхів». Наступного дня військо залишило околиці Городка. План воєнної кампанії був зірваний через протидію з боку рядового складу козацького війська.

## Закінчення кампанії

Друга фаза Сучавської кампанії червень-жовтень 1653. Дії козаків та військ Васіле Лупу позначено червоними стрілками

Тиміш і Лупул змогли повернутися до Молдови из новим козацьким військом. Тим часом Ґеорґіца зумів 24 червня 1653 завдати поразки війську Лупул. Із підходом семигородських загонів йому вдалося 16 липня 1653 завдати нової поразки об'єднаному козацько-молдовському війську, після чого Лупул був змушений покинути Молдову.
У середині липня Богдан Хмельницький відправив нове посольство до Стамбула з поясненням причини введення війська до Молдови, засвідченням згоди прийняти протекцію султана та проханням про допомогу. З другої половини червня у політиці Стамбула щодо України намітилася негативна тенденція переходу від всебічної підтримки до нейтралітету. Ця зміна була зумовлена тим, що гетьман затягував принесення присяги Військом 3апорозьким на вірність султану, а також відмовою української сторони виплачувати данину. Вона зміцнилася, коли до Стамбула надійшли відомості про втручання Б. Хмельницького в молдовські справи. У першій декаді серпня султан визнав господарем Молдови Георгіцу. Воднораз ханові вислали розпорядження попередити гетьмана не підтримувати Лупу i не відправляти сина з військом до Молдови. Попри це, Хмельницький послав Тимоша до Сучави із невеликим (8 тисяч) контингентом козаків.
Тиміш прибув до Сучави у середині серпня 1653 року, і через кілька днів його козаки були взяті у щільну двомісячну облогу. Козаки зазнали великих втрат, а у вересні 1653 року під час одного з обстрілів отримав смертельну рану й сам Тиміш.
У кінці вересня Б.Хмельницький дочекався підходу авангарду кримського війська і, не знаючи про смерть сина, наказав частині полків прямувати до Сучави. Однак проти молдовського походу виступили деякі полковники, котрі з'явилися до його намету й заявили: «Не потрібно де нам обороняти чужу землю, а свою без захисту кидати». Відкритий непослух викликав у гетьмана спалах гніву: він вихопив шаблю й рубонув нею по лівій руці черкаського полковника Яська Пархоменка. Однак тут же охолов, вийшов до старших козаків, звелів викотити бочку меду, тричі вклонився їм до землі, вибачився і попрохав підтримати його. Вражені цим вчинком присутні одностайно заявили: «Пане де гетьмане, як тому воля твоя, а бути ми з тобою всі готові».
Рятувальна експедиція надійшла запізно: під захистом табору обложені з тілом гетьманича вже вийшли з Сучави, простуючи в Україну. Богдан Хмельницький довідався про смерть сина близько 18-19 жовтня 1653 року. Цей удар долі він прийняв з великою мужністю. За свідченням одного з очевидців, гетьман дуже засумував; однак радів з того, що «син його ворогам його живим до рук не потрапив». Тепер він був сповнений рішучості розгромити Річ Посполиту, щоб нарешті «вже війні покласти кінець».
30 жовтня до гетьманської столиці Чигирина під залпи з гармат внесли труну з покійним Хмельниченком. З його смертю втратили актуальність молдовські династичні плани Хмельницького, пов'язані з відчайдушно хоробрим, але неврівноваженим, запальним і надмір впертим старшим сином Тимофієм.
Георгій Штефан, Матей Басараб і Дєрдь II пришвидшили переговори з Річчю Посполитою про спільні дії проти Богдана Хмельницького. Реальною стає перспектива створення антиукраїнської коалщії, чого найбільше боявся український гетьман. Поразка Сучавської експедиції завдала величезного удару планам Богдана Хмельницького, призвела до важкої особистої втрати, що не могла не підірвати дух гетьмана, і вкупі із подіями жванецької кампанії підштовхнула його у бік Московської держави.